# Melody (Japanse zangeres)
melody. (Honolulu, 24 februari 1982) is een Japans-Amerikaanse popzangeres en tv-presentatrice. Ze debuteerde op 19 februari 2003 met het lied "Dreamin' Away", op het label Toy's Factory. In oktober 2008 kondigde melody. aan op haar blog dat ze haar muziekcarrière zou beëindigen en zich zou richten op een carrière als modeontwerpster.

## Biografie
Melody is geboren in Honolulu, Hawaï, en heeft de Punahou School doorlopen. Op 19-jarige leeftijd verhuisde ze naar Japan om een zangcarrière te beginnen. Ze is de oudste van drie zussen, van wie er een (Christine, die zich KURIS noemt) ook actief is in de Japanse muziekindustrie.
Veel van haar singles zijn verschenen in tv-spots op de Japanse televisie. Ook zijn er liederen van haar verschenen in televisieseries en films, onder andere Realize, de titelmuziek voor de dramaserie Dragon Zakura. Realize werd melody.'s grootste hit, en bereikte nummer 6 in de Japanse Oricon-lijst.
In april 2007 werd melody. presentatrice van het Engelstalige muziekprogramma J-Melo op NHK World TV. Haar beeltenis verscheen ook in het videospel Need for Speed: Carbon, als het personage Yumi. Haar lied "Feel The Rush", geschreven door haar zus KURIS, werd ook in dit spel opgenomen.
In februari 2008 werd melody.'s vierde album aangekondigd, Lei Aloha. Het album werd uitgebracht op 9 april 2008, en werd slechts voorafgegaan door de single Haruka: Haruka. In september 2008 werd bekendgemaakt dat melody. zou stoppen als presentatrice van J-Melo. Ze werd vervangen door de Japanse zangeressen May J. en Shanti. Op 8 oktober 2008 verscheen melody.'s eerste compilatiealbum The Best of melody. ~Timeline~.

## Privéleven
Op 14 maart 2009 trouwde melody. met de Japanse muzikant Miyavi. Samen hebben ze twee dochters, Lovelie Miyavi Ishihara (geboren op 29 juli 2009) en Jewelie Aoi Ishihara (geboren op 21 oktober 2010).

## Discografie
Albums:
- Sincerely (2004)
- Be As One (2006)
- Ready to Go! (2007)
- Lei Aloha (2008)
- The Best of Melody. Timeline (2008)